# Сидящий Бык
Сидя́щий Бык (лакота Tȟatȟáŋka Íyotake; родился примерно в 1831 — убит 15 декабря 1890) — вождь индейского племени хункпапа (часть народа лакота из группы народов сиу), возглавлявший сопротивление коренного населения вооружённым силам США. Его имя на его родном языке дакота звучит как Татанка Ийотаке, Tȟatȟáŋka Íyotake, Бизон, сидящий на земле.

## Биография

### От «Медлительного» до вождя сопротивления
Сидящий Бык родился между 1831 и 1837 годами на землях, впоследствии включенных в территорию Дакота. В 2007 году правнук Сидящего Быка утверждал, что согласно устной семейной легенде его прадед родился рядом с рекой Йеллоустон, к югу от современного Майлс-Сити, штат Монтана. Его назвали Ȟoká Psíče (Прыгающий Барсук), а прозвище Húŋkešni [ˈhʊ̃kɛʃni] (Медлительный) отражало его осторожный неторопливый характер. Отцом был Прыгающий Барсук (ок. 1799—1858), а матерью — Её Священная Дверь (1800—1884).
Когда ему исполнилось четырнадцать, отец и дядя Четыре Рога взяли его в первый военный поход, в котором он дотронулся до врага-кроу жезлом для ку. В честь этого его отец даровал мальчику собственное имя, орлиное перо, лошадь и щит. Впоследствии Сидящий Бык стал прославленным воином. В июле 1858 года, когда кроу атаковали кочующую общину сиу и убили его отца, Сидящий Бык нагнал убийцу, пронзил его копьём и искромсал его труп. 

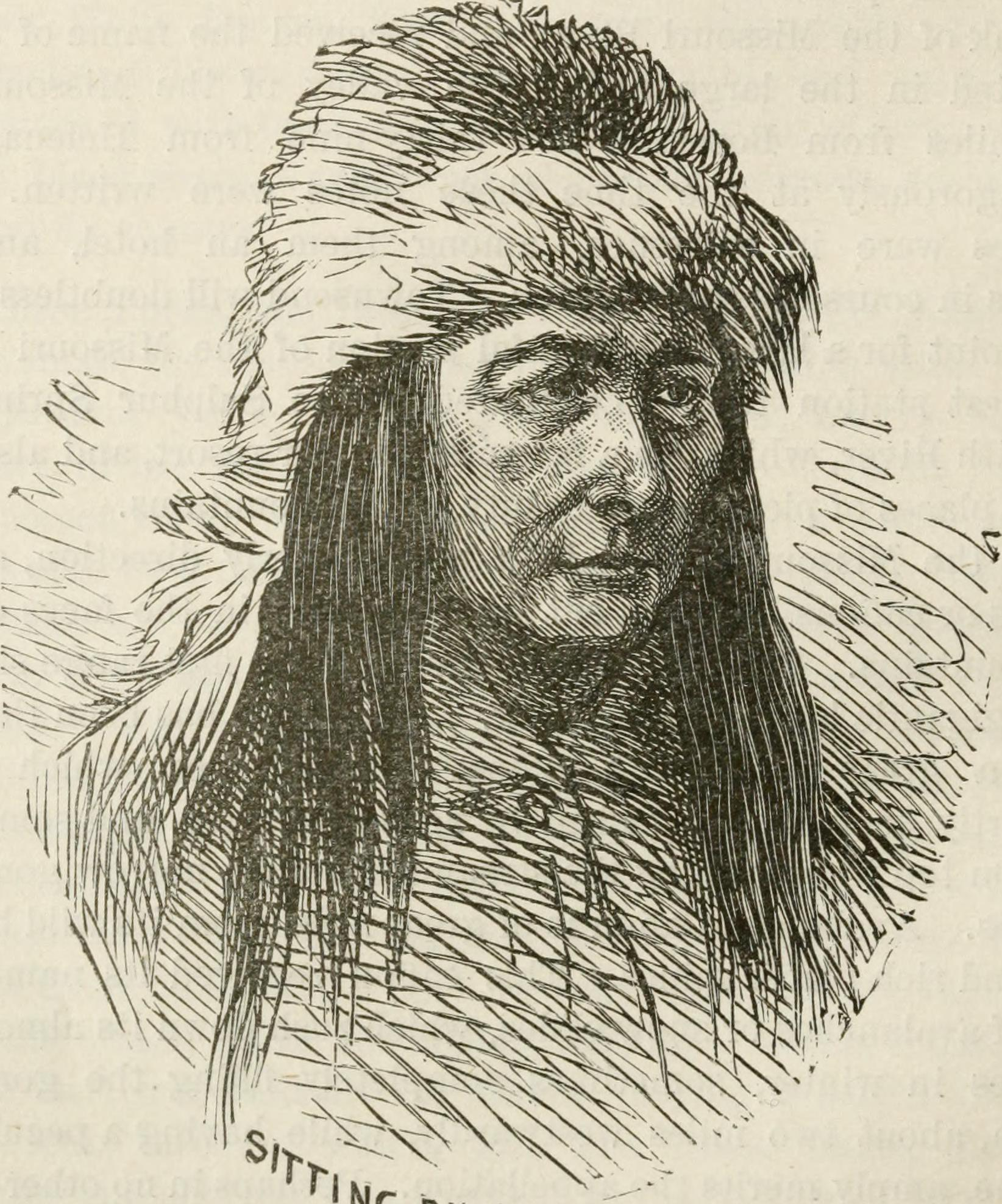
Портретный набросок Сидящего Быка, воспроизведённый в выпуске Harper's Weekly за 8 декабря 1877 года.

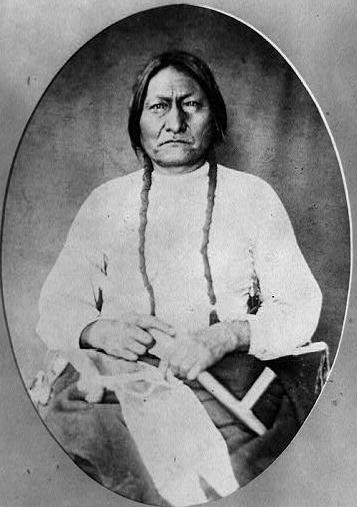
Сидящий Бык, 1882 год.

Сидящий Бык, 1885 год.

Выдающийся вождь хункпапа Сидящий Бык имел массу последователей среди всех племен лакота как противник переселения в резервации и подписания несправедливых договоров. С 1863 года сражался против американских войск: после Дакотской войны 1862 года, в которой люди Сидящего Быка непосредственно не участвовали, они начали наступление на земли сиу.
Тогда Сидящий Бык возглавлял племена индейцев, противившихся переселению в резервации. После того как в июне 1863 года генерал армии США Генри Хейстингс Сибли атаковал охотничий отряд лакота из числа санти (который в результате засухи был вынужден охотиться восточнее реки Миссури, на землях янктонаев), Сидящий Бык возглавил группу лакота, отомстившую солдатам, совершив нападение на армейский обоз вблизи Эпл-Крика в Дакоте.
Он же, вместе с вождём Желчью, в июле 1864 года в битве у Киллдир-Маунтин возглавлял сопротивление лагеря хункпапа, сихасапа, итазипчо, миннеконжу, санти и янктонаев, на который напали 2 с половиной тысячи американских солдат того же Сибли и бригадного генерала Альфреда Салли (индейцы потерпели поражение, потеряв всё имущество и палатки). В сентябре он с сотней воинов-хункпапа наткнулся на небольшой отряд близ нынешнего Мармарта (Северная Дакота) и держал его в осаде несколько дней; возглавлявший атаку Сидящий Бык был ранен выстрелом в левое бедро.

### Участник Войны Красного Облака
Когда другое племя сиу, оглала-лакота, под руководством вождей Красного Облака и Неистового Коня начало войну против строительства железной дороги через их территорию, в ней принял участие и Сидящий Бык. «Война Красного Облака» длилась с 1866 по 1868 годы и состояла в серии нападений на американские форты, которые по итогам мирного договора в Форт Ларами были закрыты, ознаменовав уникальный случай победы индейцев в войне с Соединёнными Штатами. После этого многие сиу, в том числе вождь брюле Пятнистый Хвост, осели в новой Великой резервации сиу.
Впрочем, Сидящий Бык отказался присоединиться к мирному договору, продолжив атаки на вооружённые силы белых. Он заявил присланному правительством США иезуитскому миссионеру Пьеру Жану Де Смету: «Я хочу, чтобы все знали, что я не торгую ни пядью своей земли». Его авторитет среди всех племён сиу возрос, так что ряд историков (например, Стэнли Вестал, проводивший в 1930 году интервью с живыми ещё очевидцами) считает, что в этот период он был избран верховным вождём сиу. Он успешно сопротивлялся посягательствам на земли лакота, дакота и накота ради строительства Северотихоокеанской железной дороги, пока биржевой крах 1873 года не поверг инвесторов и покровителей проекта в банкротство.
Открытие залежей золота привело к золотой лихорадке в районе Блэк-Хиллс («Чёрных Холмов») в Дакоте, что в свою очередь усилило давление на лакота. В 1874 году подполковник Джордж Армстронг Кастер возглавил военную экспедицию из Форта Авраама Линкольна около Бисмарка, призванную найти золото на местности и определить подходящее место для военного форта в горах. Сидящий Бык не нападал на неё, но трения нарастали.

### Предводитель сиу в Войне за Чёрные Холмы
Федеральное правительство президента Улисса Гранта 6 декабря 1875 года выдвинуло индейцам сиу ультиматум, по которому все они должны были до 1 февраля 1876 года явиться в специальные агентства, к которым они приписаны, для депортации со своих земель в резервацию. Так как ультиматум был проигнорирован, началась война за Чёрные Холмы, также известная как Великая война сиу. На подавление сопротивления индейцев была отправлены войска генералов Терри и Крука. Американцы нападали на небольшие стойбища, не брезгуя убийством женщин и детей, чем вызвали мобилизацию сторонних племён.
К маю 1876 года на юге Монтаны собралось большое кочевье из представителей различных индейских народностей под предводительством Сидящего Быка, численность отрядов которого достигла десяти тысяч человек. Сидящий Бык оказывал радушный приём бежавшим от федеральных войск под его покровительство собратьям, например северным шайеннам под предводительством Деревянной Ноги. 17 июня сиу и шайенны нанесли поражение войскам генерала Крука на Роузбад.
В конце июня войска подполковника Кастера напали на след кочевья и решили атаковать его, воспользовавшись эффектом неожиданности. Сперва появление врага вызвало смятение в лагере Сидящего Быка: женщины схватили детей и побежали на север, однако индейские воины побросали свои дела, взяли оружие и под началом Бешеного Коня бросились в сторону врага. В итоге, в тот день, 25 июня 1876 года объединённые под предводительством Сидящего Быка силы индейцев сиу и шайеннов в битве при Литл-Бигхорне разбили кавалерию Кастера, который погиб вместе с 267 подчинёнными. Это была одна из самых значительных побед индейцев в войне за свою территорию.
Сам Сидящий Бык не принимал непосредственного участия в битве, поскольку он, исполнив Пляску Солнца, провел неделю в постах и принесении жертв Великому Духу, однако уже одно его присутствие поднимало боевой дух индейцев — незадолго до сражения в видении он узрел будущий разгром своих врагов, «падающих с небес как кузнечики». Таким образом, он выступал не как военный, но как духовный лидер.
В объединённом лагере индейцев, победивших солдат в битвах при Роузбад и Литл-Бигхорне в 1876 году, Сидящий Бык считался верховным вождём. Однако победы коренных американцев оказались недолговечны: после поражения подполковника Кастера армия начала настоящую охоту на мятежных индейцев. Большой лагерь распался на группы, которые, рассредоточившись, пытались избежать поселения в резервации и оказывали сопротивление войскам.

### В изгнании в Канаде и в плену

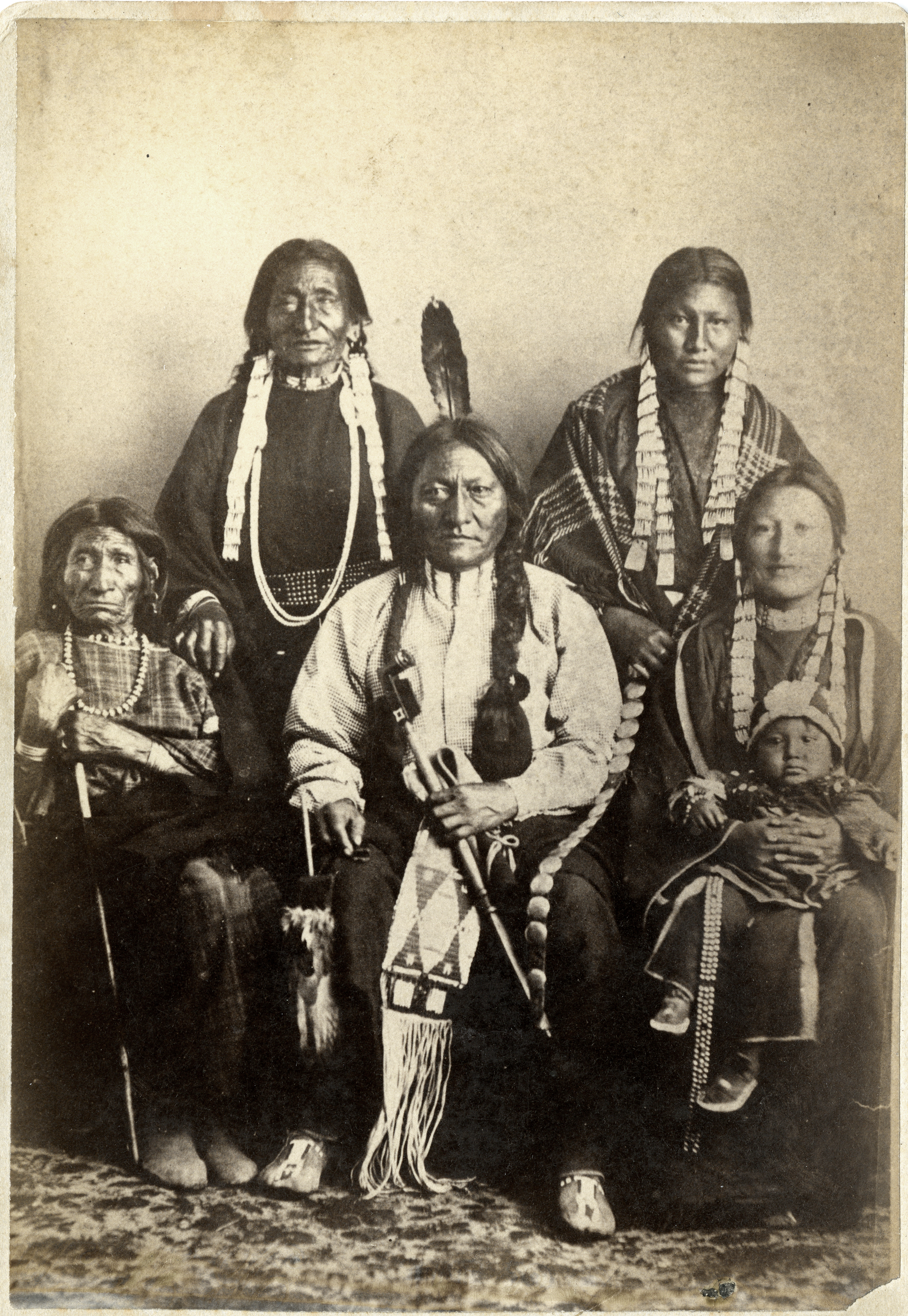
Сидящий Бык со своей семьёй в заключении в форте Рэндэлл, 1881 год.

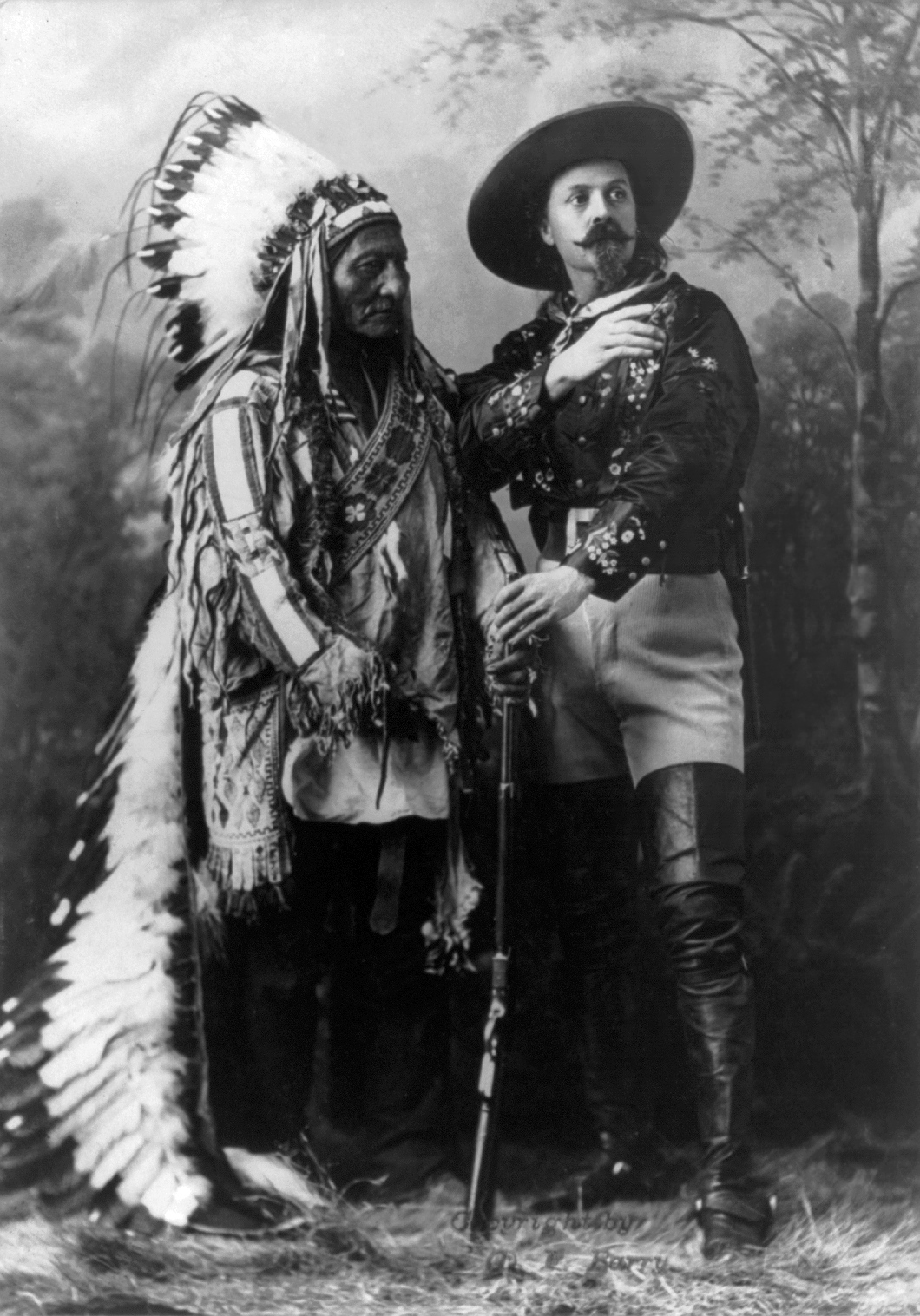
Сидящий Бык и Баффало Билл, 1885 год.

В январе 1877 года Сидящий Бык на встрече с Бешеным Конем сообщил, что устал сражаться и намерен увести людей в Канаду, однако предводитель оглалов отказался идти с ним (зато последовали миннеконжу Чёрного Орла, оглалы Большой Дороги и итазипчо Пятнистого Орла). В итоге в мае 1877 года группа Сидящего Быка, отказавшаяся сдаваться, была вынуждена уйти в Канаду (на Северо-Западную территорию, нынешний штат Саскачеван), где у них установились довольно дружеские отношения с местными властями.
После пересечения канадской границы Сидящий Бык был встречен Северо-Западной конной полицией; её командующий Джеймс Морроу Уолш объяснил ему, что теперь лакота находились на британской территории и должны подчиняться британскому закону, однако подчеркнул, что перед ним они все равны. Сидящий Бык сдружился с Уолшем, заступавшимся за изгнанников (и, покидая впоследствии Канаду, оставил тому на память свой церемониальный головной убор).
Во время своего 4-летнего пребывания в Канаде Сидящий Бык также встретился с Вороньей Стопой — вождём конфедерации черноногих, бывших давними врагами лакота и шайеннов, — и разделил с ним трубку мира, ознаменовав прекращение вражды между их народами. Сидящий Бык был настолько впечатлён вождём черноногих, что назвал в его честь одного из своих сыновей.
Когда в октябре 1878 года в Канаду из США прибыла правительственная комиссия во главе с генералом Альфредом Терри для переговоров с вождём сиу, то не смогла добиться его возвращения. Однако 19 июля 1881 года, угнетаемые голодом, вызванным истреблением поголовья бизонов, были вынуждены сдаться и люди Сидящего Быка. Тогда в Соединённые Штаты вернулись 186 человек из числа его семьи и последователей; Сидящий Бык со своим младшим сыном Вороньей Стопой последним сдал свою винтовку фирмы Винчестер майору Дэвиду Бразертону. На следующий день вождь заявил в присутствии четырёх американских солдат, 20 своих воинов и других гостей, что хотел бы считать белых людей своими друзьями. Сидящего Быка с его людьми перевели в форт Йетс, после чего на 20 месяцев заключили в форт Рэндэлл.

### Жизнь в резервации и «Шоу Дикого Запада»
После освобождения в мае 1883 года Сидящий Бык, переведённый в резервацию Стэндинг-Рок, активно выступал против продажи резервационных земель и вступал в конфронтацию с индейским агентом Джеймсом Маклафлином. В 1884 году ему было разрешено отправиться в турне по Канаде и северу Соединенных Штатов с шоу «Sitting Bull Connection», во время выступлений в котором он познакомился с метким стрелком Энни Оукли, навыками которой был настолько поражён, что символически удочерил её.
Как и Энни Оукли (а также Пинающий Медведь, Летящее Облако, Скалистый Медведь, Спит Стоя, Длинный Волк и другие индейцы), Сидящий Бык в 1885 году некоторое время выступал в шоу Буффало Билла «Дикий Запад». Он получал приличную по тем временам сумму — по 50 долларов в неделю — лишь за то, что единожды объезжал арену на лошади, раздавал автографы и фотографировался. Заработанное им небольшое состояние он частично раздал нищим и бездомным. Распространённое мнение, что во время выступлений он произносил проклятия в адрес публики, историк Роберт Атли опровергает.
В 1889 году в резервацию прибыла активистка прав коренного населения Кэролайн Уэлдон, ставшая переводчицей, секретарём и адвокатом Сидящего Быка. В 1890 году, когда среди племен сиу появилось много приверженцев мессианского культа Пляска Духа, и ситуация выходила из-под контроля, американскими властями было решено арестовать наиболее нелояльных вождей, и в первую очередь Сидящего Быка. Хотя сам он не был среди предводителей культа пророка Вовоки, однако не препятствовал его распространению, оставался очень враждебно настроенным к США и мог готовиться к восстанию. Агент Маклафлин, нашедший наконец повод избавиться от Сидящего Быка, приказал арестовать вождя на основании того, что «никто не мог предсказать, какие указания он может дать своим людям».

### Гибель

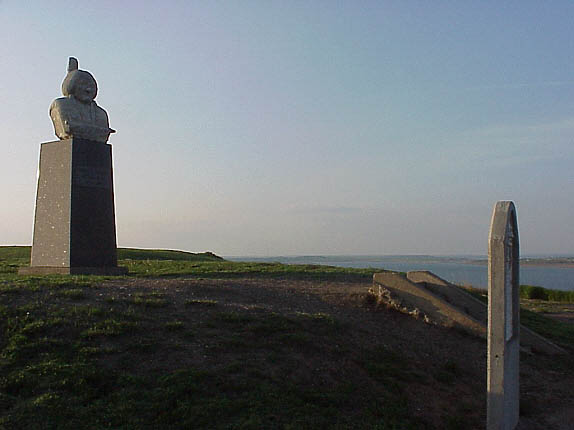
Памятник на месте захоронения Сидящего Быка в Мобридже, май 2003 г.

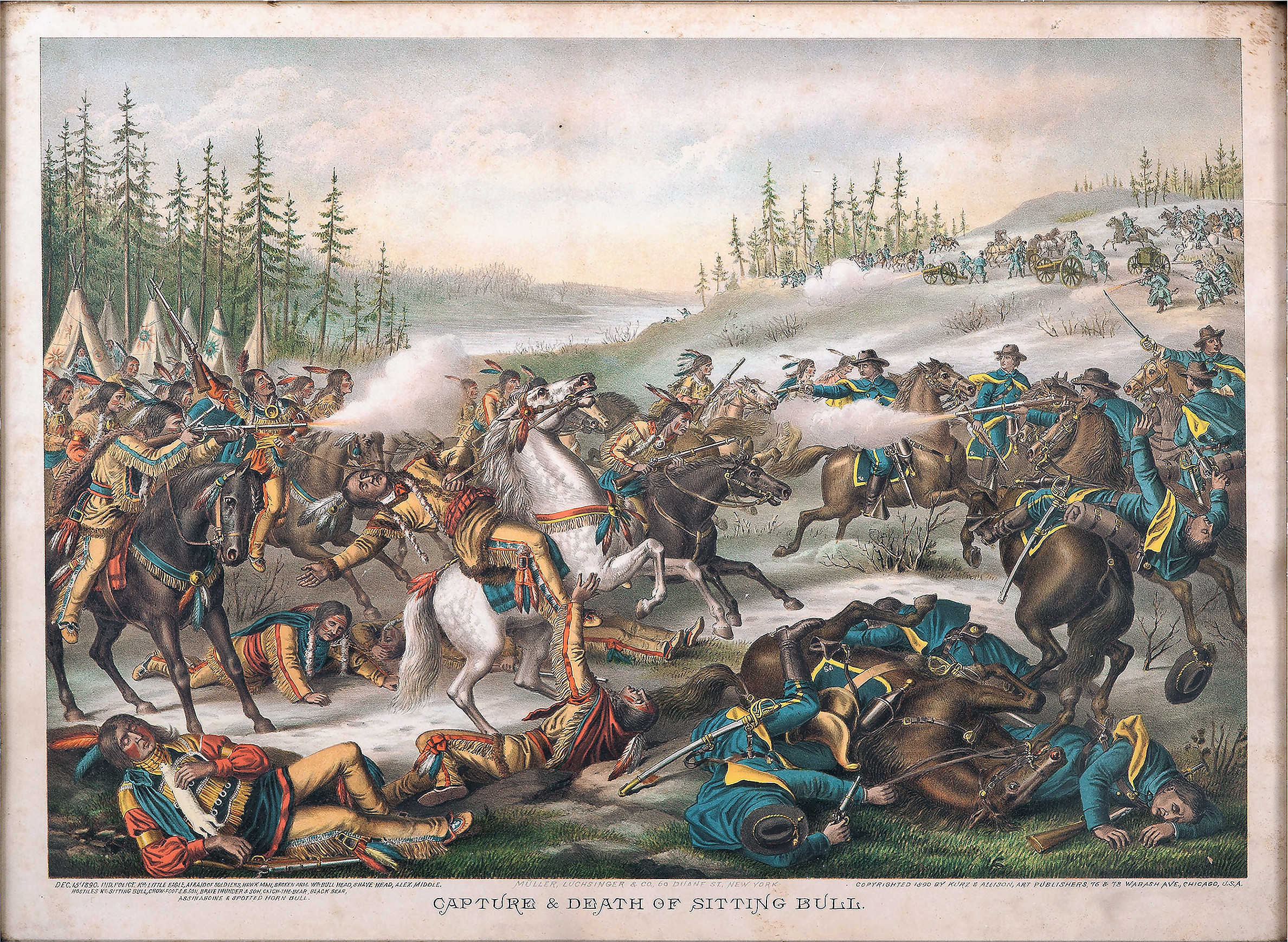
Литография «Задержание и гибель Сидящего Быка». 1890 год.

15 декабря 1890 года 43 индейских полицейских во главе с лейтенантом Генри Буллхедом (Бычьей Головой), его заместителем сержантом Бритой Головой и сержантом индейской полиции Красным Томагавком окружили хижину безоружного Сидящего Быка, пока сто всадников 8-й кавалерии во главе с капитаном Фечетом ждали в засаде. При попытке ареста вождя возникла перестрелка (сам он не оказывал сопротивления, однако снаружи собрались разъярённые члены его дружины, один из которых подстрелил начальника полиции), и Сидящий Бык был убит лейтенантом Бычьей Головой и сержантом Красным Томагавком двумя выстрелами. Смертельный выстрел Красного Томагавка, совершённый со спины практически в упор, пришёлся в голову. Бой между защитниками Сидящего Быка и полицейскими был тяжёлым — в тот день погибло 12 сиу, а из 4 тысяч патронов, имевшихся у полицейских, к моменту появления солдат из засады оставалось всего 470.
Похороны Сидящего Быка в форте Йетс происходили в тайне, за гробом шли лишь гробовщик и военный врач. В 1953 году члены его семьи эксгумировали предполагаемые останки Сидящего Быка и перезахоронили их ближе к его родным местам — около Мобриджа (штат Южная Дакота). Там ему установлен памятник.
После смерти вождя 200 членов его племени хункпапа, опасаясь репрессий, бежали и частично присоединились к племени миннеконжу под водительством вождя Пятнистый Лось, впоследствии известного под именем «Большая Нога». При разгроме их лагеря в бойне на ручье Вундед-Ни американскими войсками были убиты порядка трёх сотен человек, включая 200 женщин и детей.

## Образ в культуре

### В литературе

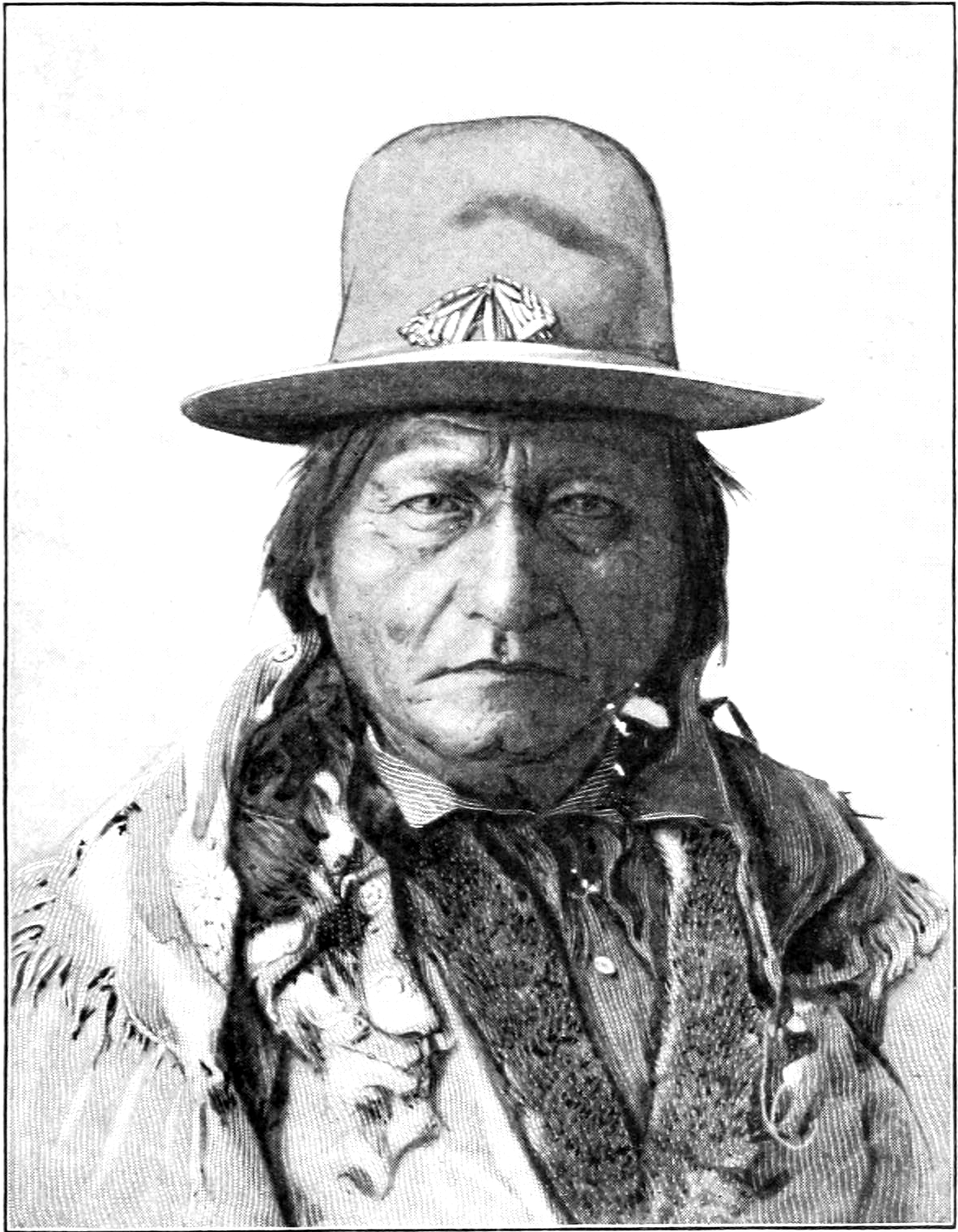
Портрет Сидящего Быка из «Краткой истории Южной Дакоты», 1905 год.

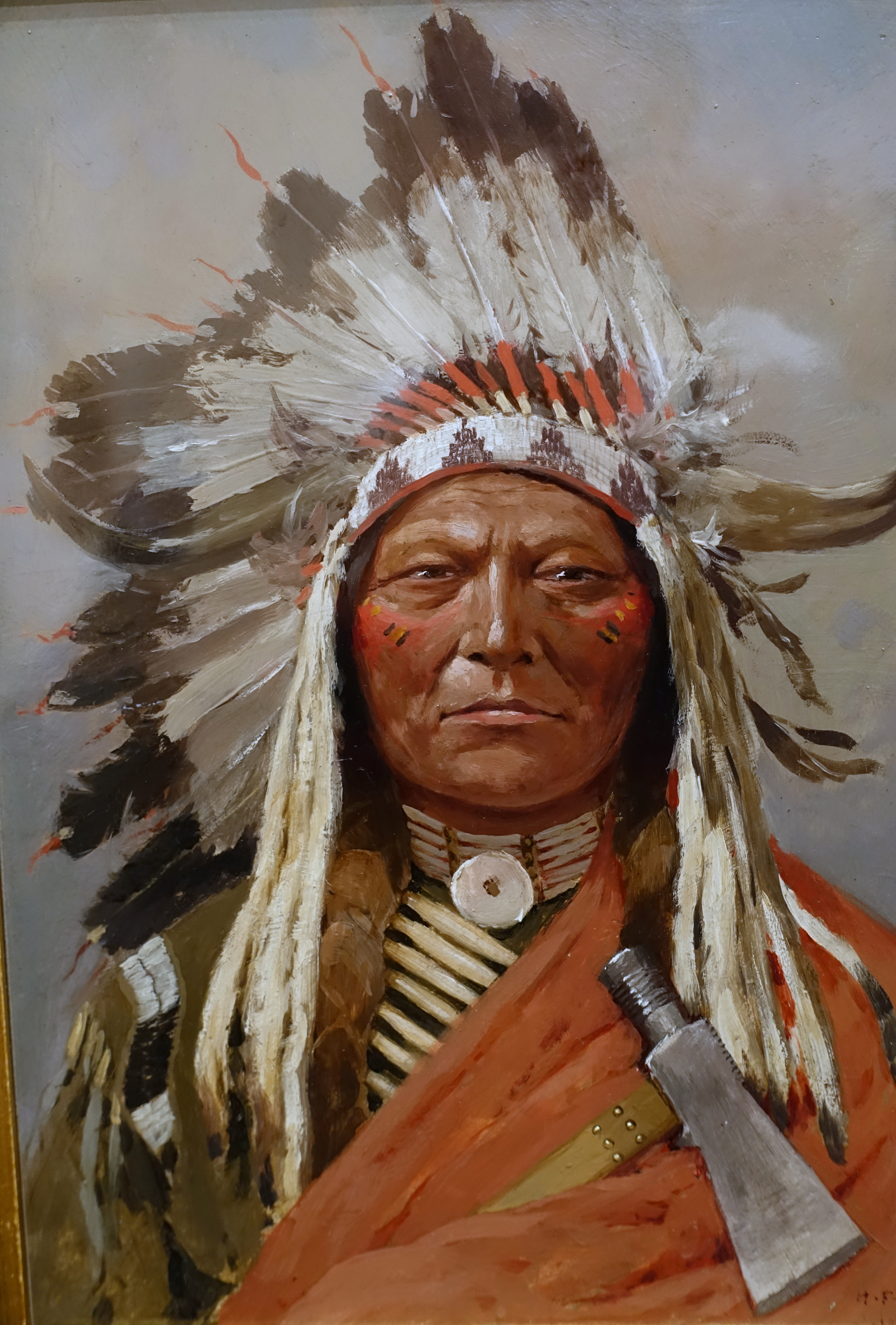
Портрет Сидящего Быка работы Анри Фарни, 1899 год.

- 1909 — в романе Эмилио Сальгари «Охотница за скальпами» из цикла «Приключения на Дальнем Западе» описаны Сидящий Бык и его роль в битве при Литл-Бигхорне, в которой погиб генерал Кастер со своим отрядом волонтёров: «Сидящий Бык ударом томагавка разрубил грудь генерала Чэстера [Кастера], вытащил сердце и сожрал под оглушительные крики четырёх тысяч своих соплеменников…».
- 1959 — упомянут в книге Альфреда Шклярского «Томек на тропе войны».
- 1963 — Татанка Йотанка является одним из героев романов Лизелотты Вельскопф-Генрих «Топ и Гарри» и «Токей Ито».
- 1970 — в книге Ди Брауна «Схороните моё сердце у Вундед-Ни»[7] рассказывается о Сидящем Быке, подробно излагаются этапы покорения Дикого Запада, сопровождавшегося многочисленными столкновениями индейских племён с армией США.
- 2003 — упомянут в эпиграфе десятой главы повести «МИФОтолкования» Роберта Асприна как «S. Bull».
- 2011 — упомянут в книге Дэна Симмонса «Чёрные холмы».

### В кино
- 1914 — фильм «Sitting Bull: The Hostile Sioux Indian Chief»[8].
- 1927 — фильм «Sitting Bull at the Spirit Lake Massacre» с Чиф Йоулачи[англ.] в роли[9].
- 1935 — фильм «Энни Окли» с Вождём Буревестником[англ.] в роли вождя[10].
- 1950 — фильм «Хватай свою пушку, Энни!» с Дж. Кэрролом Нэшем в роли вождя[11].
- 1954 — фильм «Сидящий Бык» («Sitting Bull») режиссёра Сидни Салкова с Дж. Кэрролом Нэшем в главной роли. Довольно точно отражены события времён битвы при Литл-Бигхорне, также в фильме хорошо воссоздана одежда индейцев.
- 1957 — фильм «Шайенн» (Cheyenne) с Фрэнком Де Кова в роли вождя[12].
- 1973 — серия «Сидящий Бык» в сериале «Witness to Yesterday»; роль Сидящего Быка исполнил Август Шелленберг.
- 1974  — фильм-пародия на вестерн «Не прикасайся к белой женщине» режиссёра Марко Феррери с Аленом Кюни в роли Сидящего Быка.
- 1976 — фильм «Буффало Билл и индейцы или История Сидящего Быка» Роберта Олтмена, роль Буффало Билла исполнил Пол Ньюмен.
- 1991 — фильм «Сын Утренней Звезды» с Флойдом Вестерманом в главной роли.
- 1991 — серия «Сидящий Бык» в сериале «Heritage Minutes», его роль исполнил Грэм Грин.
- 1995 — мини-сериал «Девушки с Дикого Запада» (Buffalo Girls); роль вождя исполнил Рассел Минс[13].
- 2005 — в мини-сериале «На Запад» его играл Эрик Швейг.
- 2007 — в телефильме «Похороните мое сердце в Вундед-ни» роль Сидящего Быка опять досталась Августу Шелленбергу.
- 2017 — в фильме «Женщина идёт впереди» роль верховного вождя сыграл Майкл Грейес[англ.].

### Новостные заметки
- «Confirmation of the Disaster.» The New York Times. July 7, 1876.
- «The Death of Sitting Bull.» The New York Times. December 17, 1890.
- «The Last of Sitting Bull.» The New York Times. December 16, 1890.